# Pristinictis
Pristinictis es un género extinto de mamífero Viverravidae
que vivió durante el Paleoceno en América del Norte. Está considerado uno de los miembros más primitivos del grupo. Fue nombrado por primera vez por Fox y Youzwyshyn en 1994. Contiene al menos una especie Pristinictis connata.